# Schilddrüsenhormone
Unter dem Begriff Schilddrüsenhormone werden die in den Follikelepithelzellen der Schilddrüse (Thyreozyten) gebildeten Hormone zusammengefasst. Hierzu zählen insbesondere Triiodthyronin (T3) und Thyroxin (Tetraiodthyronin, T4). Die Schilddrüsenhormone spielen eine wichtige Rolle für den Energiestoffwechsel und das Wachstum einzelner Zellen und des Gesamtorganismus und sind somit lebensnotwendig.
Neben T4 und T3 gibt es weitere Iodothyronine (nicht klassische Schilddrüsenhormone) mit schwächeren und zum Teil antagonistischen Wirkungen.
Thyronamine sind Hormone, die in vieler Hinsicht gegenteilige Wirkungen der klassischen Schilddrüsenhormone haben. Es gibt zunehmende Hinweise darauf, dass sie aus Iodothyroninen gebildet werden.
Iodothyroacetate sind deaminierte Iodothyronine, die im Serum in höherer Konzentration als T3 vorkommen und partiell agonistische Wirkungen zu Iodothyroninen haben.
Das von den parafollikulären Zellen (C-Zellen) der Schilddrüse gebildete Hormon Calcitonin wird üblicherweise nicht als Schilddrüsenhormon bezeichnet, da es weder strukturell noch in seiner Funktion mit den klassischen Schilddrüsenhormonen verwandt ist.

## Chemischer Aufbau

Strukturformel von Triiodthyronin

Strukturformel von Thyroxin

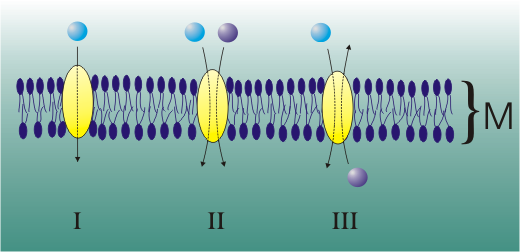
Schematische Darstellung von Uniport (I), Symport (II) und Antiport (III). M bezeichnet die Zellmembran. Der Natrium-Iodid-Symporter transportiert Natrium- und Iod-Ionen im Symport.

Die klassischen Schilddrüsenhormone aus der Klasse der Iodothyronine sind nicht-proteinogene α-Aminosäuren. Sie bestehen aus der Aminosäure Thyronin, die an ihrem aromatischen Ring an drei (Triiodthyronin) oder vier (Thyroxin) Positionen iodiert ist. Thyronin wird aus zwei iodierten Tyrosinen gebildet. Thyronin und Thyroxin unterscheiden sich in der Anzahl ihrer Iodatome. Die wichtigsten Schilddrüsenhormone sind Thyroxin und Triiodthyronin, ein schwach aktives Schilddrüsenhormon ist Diiodthyronin.
Ähnlich aufgebaut sind die noch wenig erforschten Thyronamine und Iodothyroacetate, die durch Decarboxylierung bzw. Desaminierung aus den Iodothyroninen hervorgehen.
Das von den C-Zellen der Schilddrüse gebildete Calcitonin gehört nicht zur Klasse der Iodothyronine, es ist vielmehr ein Peptidhormon.

## Bildung und Freisetzung

### Biosynthese (Mensch)
Monoiodtyrosin und Diiodtyrosin werden in der Schilddrüse aus L-Tyrosin und Iodid gebildet. Das L-Tyrosin liegt dabei in Form von an Thyreoglobulin gebundenen Tyrosyl-Resten vor und das Iodid wird mit Hilfe des Enzyms Thyreoperoxidase (TPO) an die Tyrosyl-Reste gebunden; durch Bindung eines Iod-Atoms entsteht zunächst Monoiodtyrosin, durch Bindung eines weiteren Iod-Atoms dann Diiodtyrosin (DIT). Da die TPO Häm als prosthetische Gruppe enthält, kann die Synthese von MIT und DIT (und infolgedessen auch die der Schilddrüsenhormone) durch einen Eisenmangel eingeschränkt sein.

### Hormonvorstufe (Mensch)
Monoiodtyrosin und Diiodtyrosin sind beim Menschen Vorläufersubstanzen des Schilddrüsenhormons Triiodthyronin (T3) und, vermittels Diiodtyrosin, die mittelbare Vorläufersubstanz des Schilddrüsenhormons L-Thyroxin (T4).

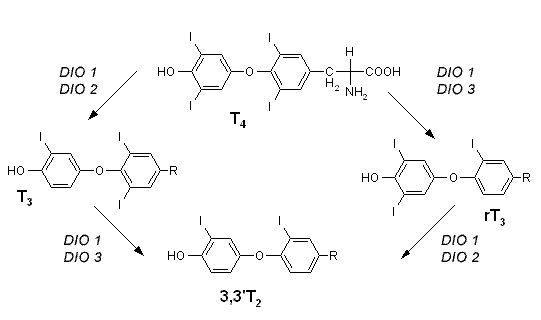
T_{4}: Thyroxin
T_{3}: 3,3′,5-Triiod-L-thyronin
rT_{3}: 3,3′,5′-Triiod-L-thyronin
3,3'T_{2}: 3,3′-Diiod-L-thyronin

MIT liegt zusammen mit DIT in der Schilddrüse an Thyreoglobuline (TG) gebunden vor. Die Globuline bilden in dieser Form die unmittelbare Vorstufe der in der Schilddrüse produzierten Schilddrüsenhormone. Durch Zusammenlagerung (Koppelung über eine Etherbrücke) im TG-Molekül von einem MIT- und einem DIT-Molekül wird T3 (ca. 11 μg/Tag), durch Zusammenlagerung von zwei DIT-Molekülen T4 (ca. 100 μg/Tag) gebildet. In der Schilddrüse wird T3 sowohl in Form von 3,5,3'-Triiodthyronin (T3, ca. 10 μg/Tag) als auch als inaktives 3,3',5'-Triiodthyronin (rT3, für: reverses Triiodthyronin, ca. 1 μg/Tag) gebildet. Auch bei diesen Koppelungsvorgängen ist wieder die Thyreoperoxidase beteiligt.

### Plasmaproteinbindung (Mensch)
Die entstandenen Hormone werden nicht frei, sondern an Transportproteine (TBG, TTR, TBA, TBPA, SHBG) gebunden und damit in inaktiver Form in den Blutkreislauf abgegeben. Sie liegen im Blut zu über 99 % (T4 zu 99,95 %, T3 zu 99,7 %) in an Proteine gebundener Form vor, und erst bei Bedarf bildet der Körper aus den gebundenen Schilddrüsenhormonen freie aktive Hormone. Dabei wird freies T4 (fT4) durch einfache Freisetzung aus seiner Eiweißbindung gebildet.

### Deiodierung (Konversion)
Freies T3 (fT3) und inaktives rT3 wird sowohl unmittelbar durch Freisetzung aus seiner Eiweißbindung, größtenteils aber mittelbar mit Hilfe von Thyroxindeiodasen im Zytoplasma der Zielzelle aus freiem, in die Zelle eingewandertem T4 durch Abspaltung eines Iod-Atoms
- an der 5′-Position (=T3, etwa 25 μg aus den 100 μg täglich erzeugten T4)[7] oder
- an der 5-Position (=rT3, etwa 35 μg aus den 100 μg täglich erzeugten T4)[7]

gewonnen. Weil die Thyroxindeiodasen selenhaltige Enzyme sind, kann die Synthese von fT3 in den Zielzellen durch einen Selenmangel eingeschränkt sein.
Es ist zu beachten, dass einerseits T4 den Großteil der in der Schilddrüse gebildeten Schilddrüsenhormone ausmacht, andererseits der Großteil des im Körper bzw. in den Zellen freigesetzten fT3 mittelbar aus in die Zielzelle eingewandertem fT4 hergestellt wird. Somit ist
- DIT die Hauptvorstufe sowohl von (in den Zielzellen gebildetem) fT3 als auch von T4/fT4,
- MIT die unmittelbare Vorstufe des in geringen Mengen in der Schilddrüse produzierten T3, hauptsächlich aber mittelbare Vorstufe der aus DIT produzierten Schilddrüsenhormonanteile,
- fT4 die unmittelbare Hauptvorstufe von fT3.

Außer T3 und rT3 werden durch Deiodasen weitere Iodothyronine, z. B. 3,5-T2 produziert. Enzymvermittelte Deiodierungsprozesse sind auch an der Umwandlung nicht klassischer Schilddrüsenhormone, d. h. von Thyronaminen und Iodothyroacetaten, beteiligt.
Obwohl DIT eine Vorstufe von Schilddrüsenhormonen ist, kann es nicht durch vermehrte (künstliche) Zufuhr zur Steigerung der Schilddrüsenhormonproduktion verwendet werden, weil es paradoxerweise als Thyreostatikum wirkt.

### Iodaufnahme in die Schilddrüsenfollikel
Für die Synthese der Schilddrüsenhormone wird Iod benötigt, das mit der Nahrung in Form von Iodid-Ionen aufgenommen wird. Die Schilddrüse ist auf eine regelmäßige und ausreichende Iodzufuhr angewiesen. Die Iodid-Ionen werden über das Blut zu den Follikelepithelzellen (Thyreozyten) der Schilddrüse transportiert und von diesen über ein Transportprotein, den Natrium-Iodid-Symporter (NIS) aufgenommen. Dabei nutzt der Natrium-Iodid-Symporter, der in die basolaterale Plasmamembran der Thyreozyten integriert ist, den durch die Natrium-Kalium-Pumpe (Natrium-Kalium-ATPase) energieabhängig aufgebauten elektrochemischen Konzentrationsgradienten für die Natrium-Ionen, so dass Iodid- und Natrium-Ionen zusammen (im Symport) in die Follikelepithelzellen transportiert werden können. Es handelt sich um einen sekundär aktiven Transport.
Mit diesem Transportsystem werden im Zellinneren wesentlich höhere Konzentrationen erreicht, als dies im Extrazellulärraum, also außerhalb der Zelle, der Fall ist. Im Blutplasma ist die Iodid-Konzentration beispielsweise 25- bis 30-fach niedriger als in den Follikelepithelzellen. Die Aktivität des Natrium-Iodid-Symporters wird durch das in der Hypophyse gebildete Thyreotropin (Syn. Thyreoidea-stimulierendes Hormon, TSH) reguliert. Thyreotropin steigert die Aufnahme von Iod in die Thyreozyten.
Am Transport der Iodid-Ionen in das Lumen der Schilddrüsenfollikel sind zwei voneinander unabhängige passive Transportproteine beteiligt, die nur in der apikalen Membran der Thyreozyten lokalisiert sind: Pendrin und der human apical iodide transporter (hAIT).

### Iodierung
Das von den Thyreozyten durch Proteinbiosynthese gebildete Thyreoglobulin wird durch Exozytose, das heißt durch Verschmelzung von sekretorischen Vesikeln mit der apikalen Plasmamembran der Follikelepithelzellen, in das Lumen der Schilddrüsenfollikel ausgeschüttet.
Das Thyreoglobulin ist reich an Tyrosin-Seitenketten. Tyrosin ist eine Aminosäure und Bestandteil des Thyroglobulins. Die Tyrosinseitenketten werden im Rahmen der Schilddrüsenhormonsynthese iodiert. Dafür verantwortlich ist ein zu den Peroxidasen gehörendes Enzym, die so genannte Thyreoperoxidase, die in die apikale Zellmembran der Thyreozyten integriert ist und in das Follikellumen ragt. Sie überführt die sehr reaktionsträgen (inerten) Iodid-Ionen (I−) außerhalb der Zellen durch Oxidation und Verbrauch von Wasserstoffperoxid (H2O2) in ein reaktionsfreudigeres Molekül. Dabei handelt es sich wahrscheinlich um kurzlebige Iodonium-Ionen (I+). Das Wasserstoffperoxid wird durch die ebenfalls in der apikalen Membran integrierte NADPH-abhängige Oxidase (ThOx) gebildet.
Anschließend erfolgt die Iodierung des aromatischen Rings der Tyrosinseitenketten des Thyreoglobulins, zunächst an Position 3, so dass Monoiodtyrosin entsteht, und dann an Position 5 der gleichen Seitenkette, so dass Diiodtyrosin entsteht. Über die Vorstufen Monoiodtyrosin und Diiodtyrosin entsteht durch intramolekulare Kopplung zweier Moleküle zunächst T4. Daraus wird unter Verlust eines Iodatoms T3 gebildet. Zur Speicherung werden die Hormone an Transporteiweiße, insbesondere Thyroxin-bindendes Globulin (TBG), gebunden.

### Freisetzung der Schilddrüsenhormone
Die Schilddrüse setzt etwa 90–95 % T4 (Thyroxin) und nur eine geringe Menge T3 (Triiodthyronin) frei. Davon befinden sich etwa 80 % in der Blutbahn und Leber. Gebildet werden die Hormone in der Drüse durch Anlagerung von Iod an die zuerst synthetisierten und mit einem Kohlenhydratanteil versehenen Aminosäuren. Daher werden sie zu den Aminosäure-Derivaten gezählt. Thyroxin hat im Körper eine Halbwertszeit von ca. 7 Tagen, T3 eine Halbwertszeit von ca. 1 Tag.

## Regulation der Schilddrüsenhormonsynthese und -freisetzung

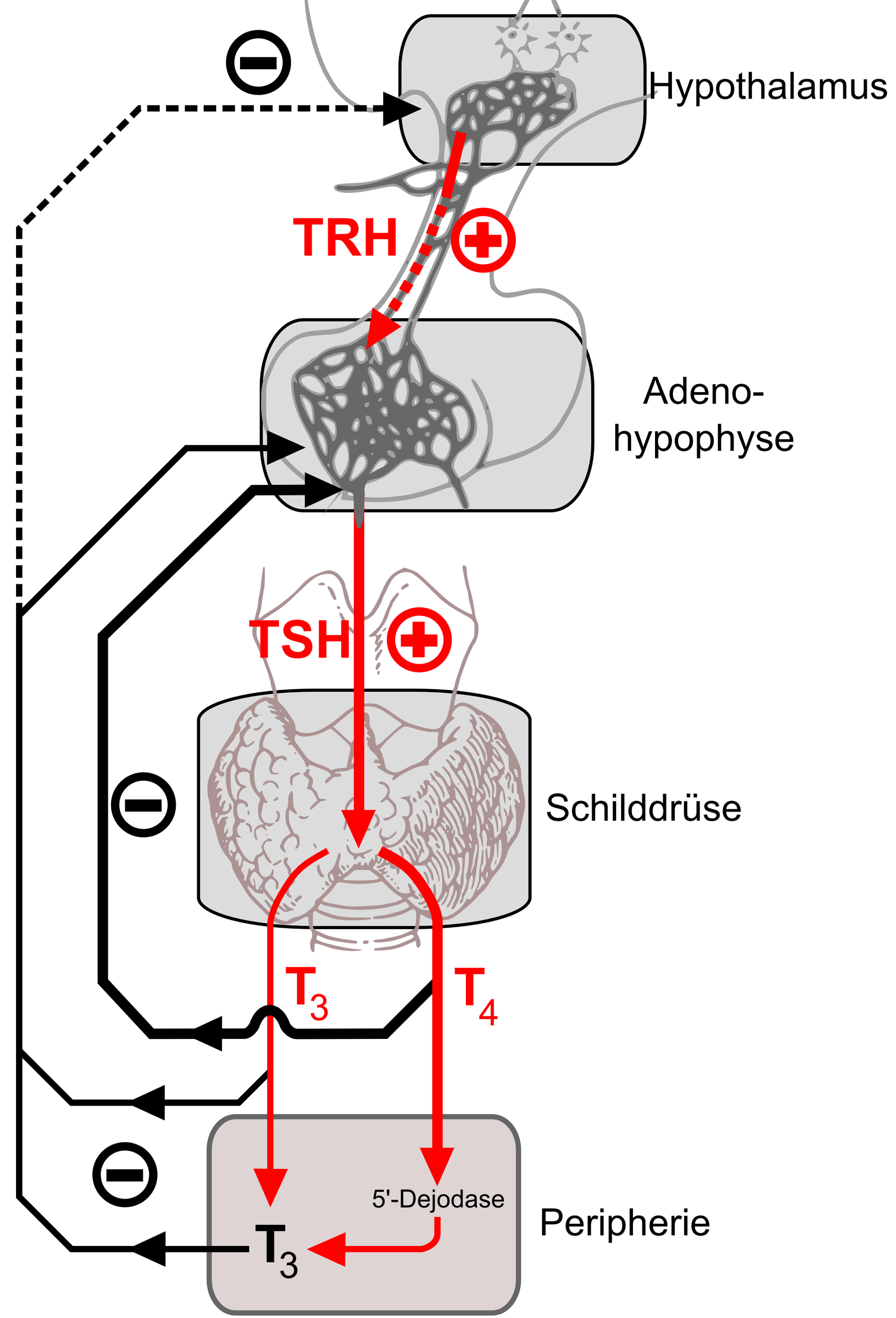
Der thyreotrope Regelkreis (vereinfachte Darstellung)

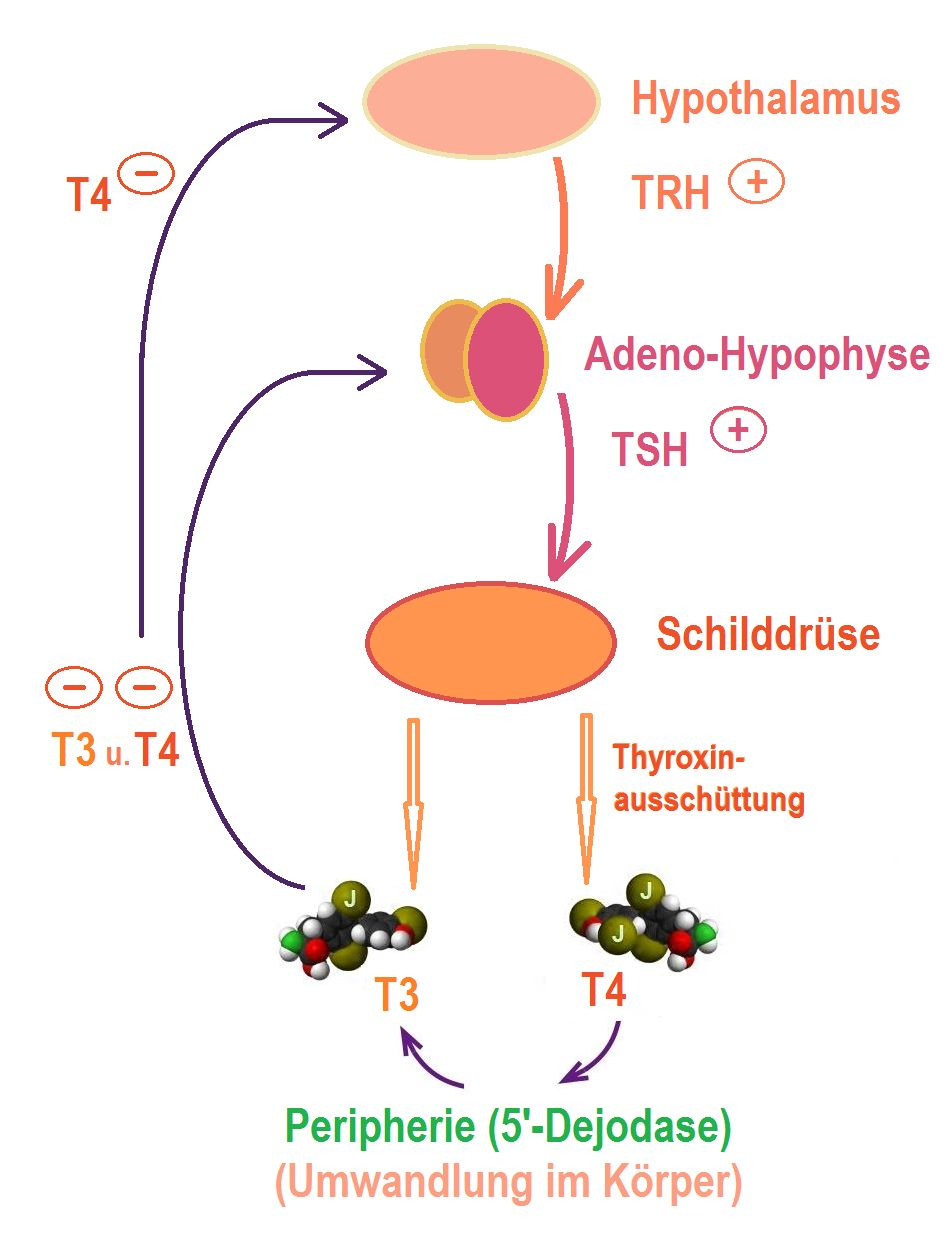
Regelkreis Schilddrüsenfunktion: anregende Wirkung des Hormons + hemmende Wirkung des Hormons - (negative Rückkopplung)

Die Ausschüttung von Thyroxin wird verstärkt, wenn der Thyroxinspiegel im Blutplasma zu stark absinkt und umgekehrt. Die Aufrechterhaltung des Schilddrüsenhormonspiegels wird dadurch geregelt.
Der Hypothalamus schüttet das TRH (Synonyme: Thyreoliberin oder Thyreotropin-Releasinghormon) aus. TRH regt die Hypophyse zur Ausschüttung von TSH (Synonyme: Thyreotropin oder Thyroidea stimulierendes Hormon) an.
Das TSH der Hypophyse bewirkt eine verstärkte Bildung der Schilddrüsenhormone T3 und T4. Die Schilddrüsenhormone gelangen über die Blutbahn an die Zielzellen und entfalten dort ihre Wirkung, wobei sie sich ganz ähnlich wie Steroidhormone verhalten.
Über die Blutbahn gelangen die Hormone auch in den Bereich von Hypothalamus und Hypophyse. Diese können mit speziellen Rezeptoren den T3 und T4 Blutspiegel registrieren.
Im Kontext des thyreotropen Regelkreises wird mit wachsendem T3- und T4-Spiegel die Bildung von TRH und TSH zunehmend gehemmt.
Der thyreotrope Regelkreis ist ein mehrschleifiger Regelkreis zwischen Hypothalamus, Hypophyse und Schilddrüse. Er reguliert die Konzentration an Schilddrüsenhormonen im Blutplasma.
Die Hypophyse schüttet das Steuerhormon Thyreotropin (TSH) aus, das in der Schilddrüse die Sekretion von Thyroxin (T4) und Triiodthyronin (T3) anregt. Die Schilddrüsenhormone ihrerseits hemmen im Sinne einer Gegenkopplung (negatives Feedback) die Produktion und Ausschüttung von TSH, so dass sich normalerweise ein Gleichgewichtsspiegel der Menge an Schilddrüsenhormonen im Blut einstellt. Die Produktion und die Ausschüttung des TSH hängen zudem von dem Spiegel des Thyreoliberin (TRH) ab, das vom Hypothalamus produziert und ausgeschüttet wird. Der Hypothalamus gibt den Sollwert der Schilddrüsenhormone im Blut vor und misst ständig den Istwert. Um den Istwert der Schilddrüsenhormone im Blut an den Sollwert der Schilddrüsenhormone im Blut anzupassen, kann der Hypothalamus die Produktionsmenge an TRH und damit die Produktionsmenge an TSH und Schilddrüsenhormonen beeinflussen.
Abgesehen von diesem Hauptregelkreis gibt es weitere Rückkoppelungsschleifen, z. B. ein Ultra-Short-Feedback von TSH auf seine eigene Ausschüttung, ein Long-Feedback von Schilddrüsenhormonen auf die TRH-Freisetzung und Regelkreise, welche bei T4 und T3 die Anteile (Proportionen) einstellen von freien (aktiven) und – durch Plasmaproteinbindung – nicht-freien (nicht-aktiven) Hormonen.

### Funktionszustände des Hypophysen-Schilddrüsen-Regelkreises
- Euthyreose (Normale Schilddrüsenfunktion)
  - Euthyroid-Sick-Syndrom (keine Funktionsstörung; erniedrigte Schilddrüsenhormonwerte bei schwerer Allgemeinerkrankung)
- Hypothyreose (Schilddrüsenunterfunktion)
  - Primäre Hypothyreose (Regelkreis in der Schilddrüse beeinträchtigt, z. B. durch mangelnde Inkretionsleistung nach Operation oder bei Autoimmunthyreopathien)
  - Sekundäre Hypothyreose (Regelkreis in der Hypophyse beeinträchtigt, z. B. im Rahmen einer HVL-Insuffizienz)
  - Tertiäre Hypothyreose (Vorgabe des Sollwertes fehlt durch Mangel an TRH, z. B. im Rahmen einer Schädigung des Hypothalamus oder eines Pickardt-Syndroms)
- Hyperthyreose (Schilddrüsenüberfunktion)
  - Primäre Hyperthyreose (Inappropriate Sekretion von Schilddrüsenhormonen durch eine Erkrankung der Schilddrüse, z. B. bei Autonomien und beim Morbus Basedow)
  - Sekundäre Hyperthyreose (z. B. durch TSH-produzierende Tumoren der Hypophyse)
  - Tertiäre Hyperthyreose (durch TRH-Überproduktion im Hypothalamus)
- Thyreotoxikose (Überversorgung mit Schilddrüsenhormonen, z. B. durch zu hochdosierte medikamentöse Behandlung einer Hypothyreose)
- Schilddrüsenhormonresistenz (Beeinträchtigung des Regelkreises an den Rezeptoren in der Hypophyse oder der Peripherie)

### Normwerte
| Kinder und Erwachsene  | Freies T3 in pmol/l | Gesamt T3 in µg/l | Freies T4 in ng/dl | Gesamt T4 in ng/ml |
| ---------------------- | ------------------- | ----------------- | ------------------ | ------------------ |
| Nabelschnurblut        | 1,6–3,2             | 0,4–1,3           | 1,0–1,8            | 60–131             |
| 1. und 2. Lebenstag    | 5,2–14,3            | 0,8–2,6           | 1,6–3,8            | 107–258            |
| 3. bis 30. Lebenstag   | 4,3–10,6            | 0,7–2,0           | 1,5–3,0            | 78–197             |
| 1. bis 12. Lebensmonat | 5,1–10,0            | 1,1–2,3           | 1,1–1,8            | 54–138             |
| 1. bis 7. Lebensjahr   | 5,2–10,2            | 1,2–2,0           | 0,9–1,7            | 53–123             |
| 7. bis 13. Lebensjahr  | 6,2–9,5             | 1,1–2,0           | 0,9–1,7            | 60–111             |
| 13. bis 18. Lebensjahr | 5,2–8,6             | 1,0–1,8           | 0,9–1,8            | 49–107             |
| Erwachsene             | 3,4–7,2             | 0,52–2,05         | 0,73–1,95          | 43–111             |

## Transport im Blut

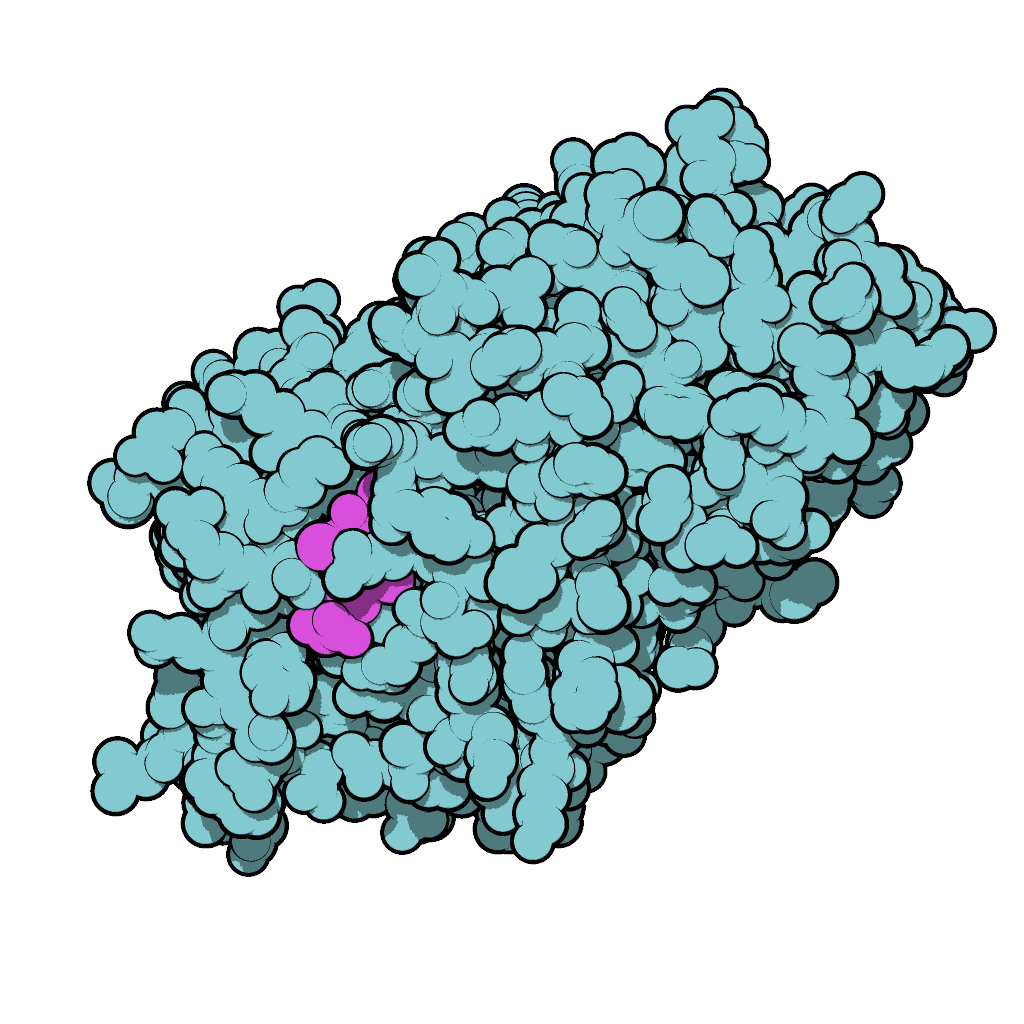
Kalottenmodell des Thyroxin-bindenden Globulins (blau) mit gebundenem Thyroxin (pink) nach Kristallstruktur.

Die Schilddrüsenhormone sind nicht wasserlöslich. Sie liegen im zirkulierenden Blut zum größten Teil an drei Proteinen gebunden vor: Thyroxin-bindendes Globulin (TBG), Thyroxin bindendes Präalbumin (TTR, auch Transthyretin) und Albumin. Die Bindung ist bei allen Transportproteinen reversibel. Obwohl die Transportkapazität vom Albumin sehr viel größer ist, wird der größte Anteil der Schilddrüsenhormone durch das TBG transportiert – bei Thyroxin sind dies beispielsweise etwa 75 %. Die Ursache liegt in der Affinität zu den Schilddrüsenhormonen, die beim TBG mit Abstand am höchsten ist und beim TTR etwas höher ist als beim Albumin.
Der wesentlich kleinere, aber biologisch aktive Anteil der Schilddrüsenhormone liegt nicht an Proteine gebunden vor, sondern zirkuliert frei im Blut. Sie werden als freies Triiodthyronin (freies T3, fT3) beziehungsweise freies Thyroxin (freies T4, fT4) bezeichnet. Die freien Schilddrüsenhormone machen jeweils nur einen Anteil von etwa 0,3 % aller Schilddrüsenhormone aus.

## Membrantransport
Da Schilddrüsenhormone geladene Aminosäurederivate sind, können sie nicht – wie oft angenommen wird – passiv die Zellmembran durchqueren, sondern benötigen spezifische Transportproteine. Über eine Regulation der Aufnahme von Schilddrüsenhormonen in die Zelle wird somit auch die lokale Verfügbarkeit gesteuert und dadurch eine weitere Regulationsebene hinzugefügt. Es sind ca. 25 Schilddrüsenhormontransporter bekannt. Mutationen in einem sehr spezifischen Schilddrüsenhormontransporter, dem Monocarboxylattransporter 8 (MCT8), bewirken beim Menschen eine schwere X-chromosomal gekoppelte mentale Retardierung, dem Allan-Herndon-Dudley-Syndrom. Die Transporter MCT8 und MCT10 scheinen ebenfalls eine große Rolle beim Passieren der Zellmembran der Thyreozyten in die Blutbahn zu spielen.

## Wirkungsweise
Beim Gesunden dienen die Schilddrüsenhormone der Aufrechterhaltung einer ausgeglichenen Energiebilanz des Organismus. Sie ermöglichen, dass der Stoffwechsel dem jeweiligen Bedarf angepasst werden kann. Im Kindesalter regen die Hormone die Tätigkeit der Körperzellen aller Organe an. Sie fördern in diesem Lebensabschnitt das Wachstum.
Im Erwachsenenalter haben sie auf die Gewebe des Gehirns, der Hoden und der Milz keinen Einfluss, in allen anderen Geweben steigern sie den Stoffwechsel. Die biochemische Wirkung in der einzelnen Körperzelle ist nicht genau geklärt.
Die Schilddrüsenhormone haben ebenfalls eine Wirkung auf den Einbau von α- und β-Adrenozeptoren und damit Auswirkung auf die Herzfunktion, aber auch auf Muskulatur, Fettgewebe und Lymphozyten. Durch die Schilddrüsenhormone werden β-Rezeptoren vermehrt, α1- und α2-Rezeptoren vermindert in die Zellmembranen eingebaut.
Wichtig ist aber, dass die Schilddrüsenhormone auch auf die Tätigkeit anderer endokriner Drüsen einwirken. So fördern sie die Abgabe des Wachstumshormons STH durch die Hypophyse, greifen in den Glukosestoffwechsel über Steigerung der Insulinfreisetzung aus der Bauchspeicheldrüse ein und regen die Tätigkeit der Nebenniere, besonders der Nebennierenrinde an. Eine Wechselwirkung mit den Sexualhormonen ist ebenfalls bekannt.
Liothyronin (zum Beispiel das verschreibungspflichtige Präparat Thybon) wird manchmal bei der Therapie der Unterfunktion in Kombination mit Thyroxin verschrieben, zum Beispiel wenn der Patient nicht genügend eigenes T3 aus dem Thyroxin bildet.
Schon länger besteht der Verdacht, dass Schilddrüsenhormone illegal für Doping-Zwecke eingesetzt werden.

## Epidemiologie der Schilddrüsenhormone und Pharmakoepidemiologie der Schilddrüsenmedikamente
Zur Epidemiologie der Schilddrüsenhormone und zur Pharmakoepidemiologie der Schilddrüsenmedikamente in der deutschen Bevölkerung liegen umfangreiche Untersuchungen des Robert Koch-Instituts vor.

## Thyroxin beim Tier
Die Metamorphose von der Kaulquappe zum Frosch wird durch Thyroxin ausgelöst.
Zieht man Kaulquappen in iodfreiem Wasser auf, wird kein Frosch daraus, sondern eine übermäßig große Kaulquappe.
Der in Mittelamerika vorkommende Schwanzlurch Axolotl durchläuft normalerweise keine Metamorphose und erreicht unter Beibehaltung zahlreicher larvaler Merkmale die Geschlechtsreife. Erst durch eine Thyroxinbehandlung verwandelt er sich in die in der Natur nicht vorkommende „Landform“.
Hunde leiden häufig unter einer Schilddrüsenunterfunktion. Es besteht ein enger Zusammenhang zwischen dem aggressiven Verhalten von Hunden und einer Schilddrüsenunterfunktion. Das gilt auch, wenn die im Blut gemessenen Thyroxinwerte noch innerhalb des klinischen Normbereichs liegen. Ähnlich wie bei Menschen kann das Thyroxin in Tablettenform zugeführt werden. Die Dosis liegt dabei oft weit höher als beim Menschen: 1000 bis 4000 µg pro Tag sind nicht ungewöhnlich.

## Phylogenetik
Die Schilddrüsenhormone Thyroxin (T4) und Triiodthyronin (T3) sind stammesgeschichtlich sehr alte Verbindungen, die schon bei Wirbellosen Chordaten und auch bei einigen Pflanzen nachgewiesen werden können.